# Xuân Diệu
Xuân Diệu tên thật đầy đủ là Ngô Xuân Diệu (2 tháng 2 năm 1916 — 18 tháng 12 năm 1985), là nhà thơ, nhà báo, nhà văn viết truyện ngắn, nhà phê bình văn học và chính khách người Việt Nam. Ông là một trong những nhà thơ tiêu biểu trong phong trào Thơ mới đầu thế kỷ XX.
Được đánh giá là "nhà thơ mới nhất trong các nhà thơ mới", "Ông hoàng thơ tình" Xuân Diệu nổi tiếng với tập Thơ thơ (1938), thể hiện một tiếng nói riêng biệt chịu ảnh hưởng văn hoá phương Tây, đặc biệt là chủ nghĩa tượng trưng Pháp. Ông là một trong những người đầu tiên áp dụng thủ pháp thơ phương Tây như câu vắt vào thơ Việt Nam, dù đôi khi vẫn tuân theo hình thức truyền thống như lục bát. Trong khoảng thời gian từ năm 1936 đến năm 1944, thơ của ông đã thể hiện một triết lý bi quan, tuyệt vọng về tình ái nhưng lại có một mạch ngầm thúc giục, nhiều khi hừng hực sức sống. Nhờ đó, Xuân Diệu còn được mệnh danh là "ông hoàng thơ tình". Sau khi gia nhập Đảng Cộng sản Việt Nam năm 1945, thơ của ông chủ yếu ca ngợi Đảng Lao động Việt Nam, Hồ Chí Minh, và các cuộc kháng chiến chống Pháp, chống Mỹ; ông không còn sáng tác thơ tình nhiều như trước. Khi qua đời năm 1985, ông để lại khoảng 450 bài thơ, cùng một số truyện ngắn, tiểu luận phê bình. Ông còn là Đại biểu Quốc hội Việt Nam khóa I từ Hải Dương.

## Tiểu sử
Xuân Diệu quê ở làng Trảo Nha, huyện Can Lộc, tỉnh Hà Tĩnh nhưng sinh tại quê mẹ Gò Bồi, thôn Tùng Giản, xã Phước Hòa, huyện Tuy Phước, tỉnh Bình Định. Cha là ông Ngô Xuân Thọ (trong tộc phả ghi là Ngô Xuân Thụ) và mẹ là bà Nguyễn Thị Hiệp. Sau này ông lấy tên làng là Trảo Nha làm bút danh. Xuân Diệu sống ở Tuy Phước đến năm 11 tuổi thì ông vào Nam học ở Quy Nhơn.

### Bắt đầu sáng tác
Năm 1936, Xuân Diệu ra Huế nhập học trường Khải Định, tại đây ông đã gặp Huy Cận và tốt nghiệp trường tú tài năm 1937. Sau đó, ông ra Hà Nội học trường Luật và viết báo, là thành viên của nhóm Tự Lực văn đoàn, một tổ chức văn học gồm phần lớn các cây bút trẻ Việt Nam được đào tạo dưới hệ thống giáo dục thuộc địa, thông thạo cả văn học Việt Nam lẫn phương Tây. Ông đến với nhóm khá muộn, xong đã tự tạo dựng danh tiếng cho mình thành chỗ dựa vững chắc trong giới trí thức Việt Nam, xuất bản những cuốn tiểu thuyết lãng mạn mục đích giải trí cùng với những tác phẩm châm biếm gây phẫn nộ cả xã hội đương thời lẫn chính quyền Pháp. Trong số đồng nghiệp của ông có Thế Lữ, chuyên làm thơ mang tính kỳ ảo và viết truyện ngắn trinh thám, chịu ảnh hưởng chủ nghĩa lãng mạn Pháp và nhà văn Edgar Allan Poe. Theo các nhà phê bình văn học Hoài Thanh và Hoài Chân, Xuân Diệu mượn cảm hứng từ cùng một chủ đề lãng mạn, nhưng ông "đốt cảnh Bồng Lai và xua ai nấy về hạ giới". Họ cũng chỉ ra Xuân Diệu chịu ảnh hưởng từ Charles Baudelaire, so sánh khía cạnh thơ ông với Anna de Noailles và André Gide, đánh giá thơ ông là đỉnh cao trong những bài thơ Việt Nam chịu ảnh hưởng Pháp.

### Chiến tranh Đông Dương lần thứ nhất
Từ năm 1938 đến 1940, Xuân Diệu sống với nhà thơ và người bạn thân mật Huy Cận tại số 40 Hàng Than, Hà Nội. Sau khi Nhật tấn công Đông Dương vào tháng 9 năm 1940, nhiều thành viên Tự Lực văn đoàn tập trung hoàn toàn vào chính trị, trong đó có người sáng lập nhóm Nhất Linh. Cuối năm 1940, ông vào Mỹ Tho (nay là Tiền Giang) làm viên chức (tham tá thương chánh). Một số thành viên còn lại, như Khái Hưng, Hoàng Đạo, Nguyễn Gia Trí, bị Pháp bắt giam tại Nhà tù Sơn La, nhóm dần suy yếu. Khi Xuân Diệu trở lại Hà Nội năm 1942, hầu hết các nhà văn ông từng làm việc cùng đều đã ly tán hoặc tham gia cuộc kháng chiến chống Pháp do chủ tịch Hồ Chí Minh lãnh đạo. Ông sống bằng nghề viết văn trong hai năm cho đến khi tham gia phong trào Việt Minh. Trong kháng chiến, Xuân Diệu di tản lên chiến khu Việt Bắc, hoạt động văn nghệ cách mạng. Trong hồi ký Cát bụi chân ai của nhà văn Tô Hoài, chính trong thời gian này, Xuân Diệu đã vài lần có ý thân mật quá mức với đồng đội, gồm cả chính Tô Hoài, nên bị cấp chỉ huy khiển trách.

### Giữa hai cuộc chiến

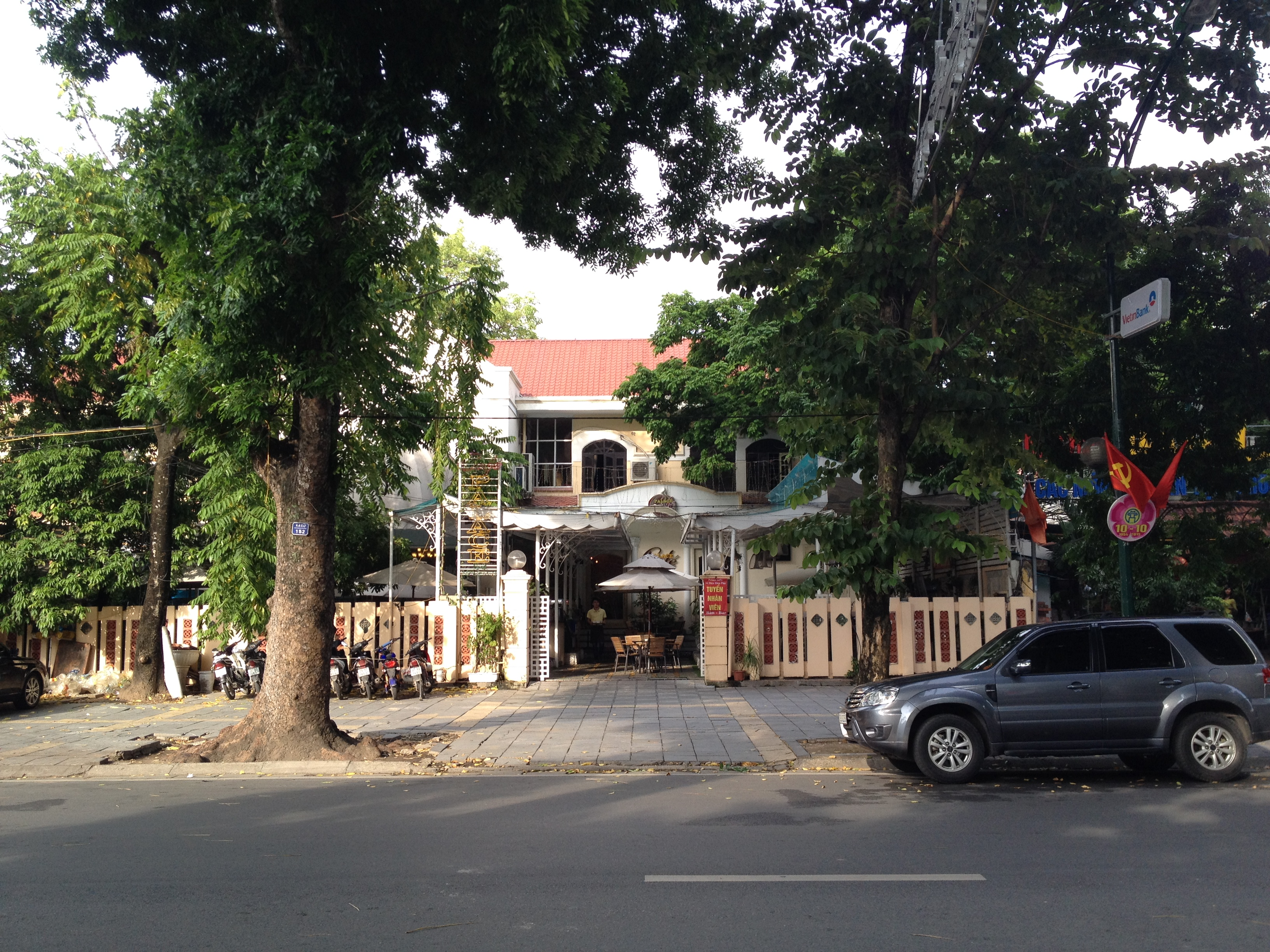
Một ngôi nhà trên phố Điện Biên Phủ, xưa gọi là đường Cột Cờ. Xuân Diệu sống tại 24 đường Cột Cờ, gia đình Huy Cận sống trên gác, còn ông ở dưới cho đến khi mất năm 1985.

Hòa bình lập lại năm 1954, Xuân Diệu về sống tại Hà Nội, viết báo và sáng tác thơ. Năm 1956, ông kết hôn với nữ đạo diễn Bạch Diệp 27 tuổi, nhưng mối tình không được viên mãn và cả hai sớm chia tay. Bạch Diệp sau đó tái hôn với một người đàn ông khác, còn Xuân Diệu sống một mình trong một căn hộ ngay bên dưới gia đình Huy Cận, người đã kết hôn với Ngô Xuân Như, em gái Xuân Diệu.
Từ 1955 đến tháng 6 năm 1958, Xuân Diệu bị lôi kéo vào Phong trào Nhân Văn – Giai Phẩm nổi tiếng lúc bấy giờ. Khi Chiến tranh Đông Dương lần thứ nhất kết thúc, một số cải cách của chính quyền mới có những sai lầm khi thực hiện dẫn đến những hậu quả nghiêm trọng, những tiếng nói bất đồng chính kiến bắt đầu dấy lên trong một số nhà văn, họ tuyên bố đòi quyền tự do chỉ trích những sai lầm của chính phủ. Dù chính phủ thừa nhận những sai sót, song phong trào sớm phát triển từ việc chỉ trích những sai lầm của chính phủ sang công kích cá nhân những nghệ sĩ khác và kêu gọi biểu tình chống Nhà nước, gây ra rạn nứt giữa các nhà văn ủng hộ chính phủ và những nhân vật bất đồng chính kiến như Lê Đạt hay Trần Dần. Cuối cùng, Xuân Diệu, Huy Cận và những người khác, chọn đứng về phía chính phủ; trong một đáp trả gay gắt công bố vào tháng 5 năm 1958, ông cáo buộc những người như Lê Đạt, Hoàng Cầm và Trần Dần đã lợi dụng sáng tác văn nghệ để phục vụ mưu đồ chính trị, gọi họ là những kẻ "chủ nghĩa tư bản cá nhân", đang "cố gắng đầu độc bầu không khí văn xuôi và thơ ca của chúng ta, nghĩa là ta cần xoá sổ, thanh lọc chúng".

### Những năm tháng cuối đời
Khi quan hệ giữa hai miền Nam, Bắc Việt Nam dần trở nên căng thẳng, dẫn đến Chiến tranh Việt Nam, Xuân Diệu tiếp tục viết văn đấu tranh chống lại quân Mỹ và chính quyền Việt Nam Cộng hoà. Ông cũng dịch nhiều tác phẩm của các nhà văn nước ngoài, trong đó có Nâzım Hikmet, Nicolás Guillén và Alexander Pushkin. Các tác phẩm phân tích văn học đầu tiên của ông, xuất bản vào cuối những năm 1950 và trong suốt những năm 1960, đi sâu vào khám phá ý nghĩa văn hóa của các tác giả thơ Nôm Việt Nam như Nguyễn Du và Hồ Xuân Hương – người được ông tôn vinh là "Bà chúa thơ Nôm", một danh hiệu mà cho đến nay vẫn được các thế hệ nhà văn khác nhắc tới.
Trong hai thập niên cuối đời, Xuân Diệu đặc biệt khuyến khích các nhà thơ trẻ. Ông đã viết cuốn sách Trò chuyện với các bạn làm thơ trẻ vào năm 1961, đưa ra lời khuyên với tư cách là một nhà thơ có kinh nghiệm và là một người đam mê mong muốn thấy thơ ca Việt Nam phát triển trong tương lai. Khi một cậu bé mười tuổi tên là Trần Đăng Khoa đến từ Hải Dương gây được tiếng vang với năng khiếu thơ ca của mình, chính Xuân Diệu đã đến gặp cậu bé và đề nghị đọc thử tập thơ đầu tiên của cậu. Trong những hồi tưởng sau này, Trần Đăng Khoa nhận xét về cách Xuân Diệu đã dẫn dắt ông khi ông trưởng thành và thay đổi phong cách viết của mình. Khi Trần Đăng Khoa đã lớn, ông đến thăm Xuân Diệu, lúc này đã lú lẫn tại căn hộ riêng ở Hà Nội và nhận thấy rằng Xuân Diệu đã có những bận tâm về cái chết và tuổi già, nhưng vẫn cống hiến hết mình cho việc viết thơ.

### Qua đời
Ngày 18 tháng 12 năm 1985, Xuân Diệu qua đời tại nhà riêng vì nhồi máu cơ tim. Người bạn thân thiết nhất của ông là Huy Cận được cho là đã yêu cầu hoãn tang lễ cho đến khi ông trở về từ Dakar, Senegal; Lễ tang được tiến hành ngay sau đó và có rất nhiều văn nghệ sĩ Việt Nam tham dự, gồm có vợ cũ của Xuân Diệu là Bạch Diệp và nhà soạn nhạc Văn Cao, người bị ông công khai viết bài xúc phạm trong vụ Nhân Văn-Giai Phẩm. Xuân Diệu được an táng tại Nghĩa trang Mai Dịch ở ngoại ô Hà Nội.

## Phong cách sáng tác
Với khả năng viết sung mãn, Xuân Diệu đã để lại một khối lượng thơ, truyện ngắn, các ghi chép và tiểu luận đồ sộ. Hai tập thơ chính của ông là Thơ thơ (1938) và Gửi hương cho gió (1945). Tập truyện ngắn duy nhất được ông xuất bản là Phấn thông vàng (1939).

### Thơ
Phong cách viết của Xuân Diệu, chịu ảnh hưởng Pháp trong các bài thơ ông, thể hiện rõ nhất trong tập Thơ thơ (1938). Nhan đề của tập thơ gợi nhiều liên tưởng; vì từ thơ thứ hai vừa có thể hiểu là nên thơ, thơ mộng, cũng có thể hiểu là trẻ thơ; do đó có thể hiểu nhan đề là "thơ trẻ" hoặc "thơ trữ tình". Cả hai cách diễn giải đều phù hợp với ý nghĩa chung của tập thơ, ca ngợi tuổi trẻ và vinh quang của cuộc sống thông qua sự kết hợp giữa hình ảnh tượng trưng và nhiều biện pháp tu từ. Một đoạn trích thường được trích dẫn nói đến những ý nghĩa này trong bài thơ "Yêu":
Yêu, là chết ở trong lòng một ít,
Vì mấy khi yêu mà chắc được yêu?
Cho rất nhiều, song nhận chẳng bao nhiêu;
Người ta phụ, hoặc thờ ơ, chẳng biết.
Câu thơ mở đầu  Yêu là chết trong lòng một ít là sự vay mượn của câu thơ của Edmond Haraucourt: Partir, c'est mourir un peu (Đi là chết đi một ít). Đồng thời mạch cảm xúc của bốn câu thơ được thể hiện xuyên suốt các bài thơ khác trong tập thơ, cho thấy sự bi quan khi nói về tình yêu cùng nỗi sợ bị phụ tình. Trong bài thơ Vội vàng, đã được đưa vào chương trình giáo dục phổ thông của Việt Nam, Xuân Diệu mô tả nỗi ám ảnh về sự trôi qua của thời gian cùng nỗi sợ hiện sinh rằng tạo hoá Không cho dài thời trẻ của nhân gian. Một số nhà văn thường quy chụp những cảm xúc này có là do nhà thơ phải đối mặt với khuynh hướng tính dục của mình, nhưng dù thế nào đi nữa, nỗi sợ hãi và ám ảnh đều phù hợp với khao khát được sống thêm của nhân vật trữ tình và quyết định nổi loạn chống lại sự ngắn ngủi của cuộc sống. Trong lời nói đầu tập thơ Gửi hương cho gió (1945), Xuân Diệu viết:
Chim ngậm suối đậu trên cành bịn rịn,
Kêu tự nhiên, nào biết bởi sao ca.
Tiếng to nhỏ chẳng xui chùm trái chín;
Khúc huy hoàng không giúp nở bông hoa.
Hát vô ích, thế mà chim vỡ cổ,
Héo tim xanh cho quá độ tài tình.
Ca ánh sáng bao lần dây máu đỏ,
Rồi một ngày sa rụng giữa bình minh.

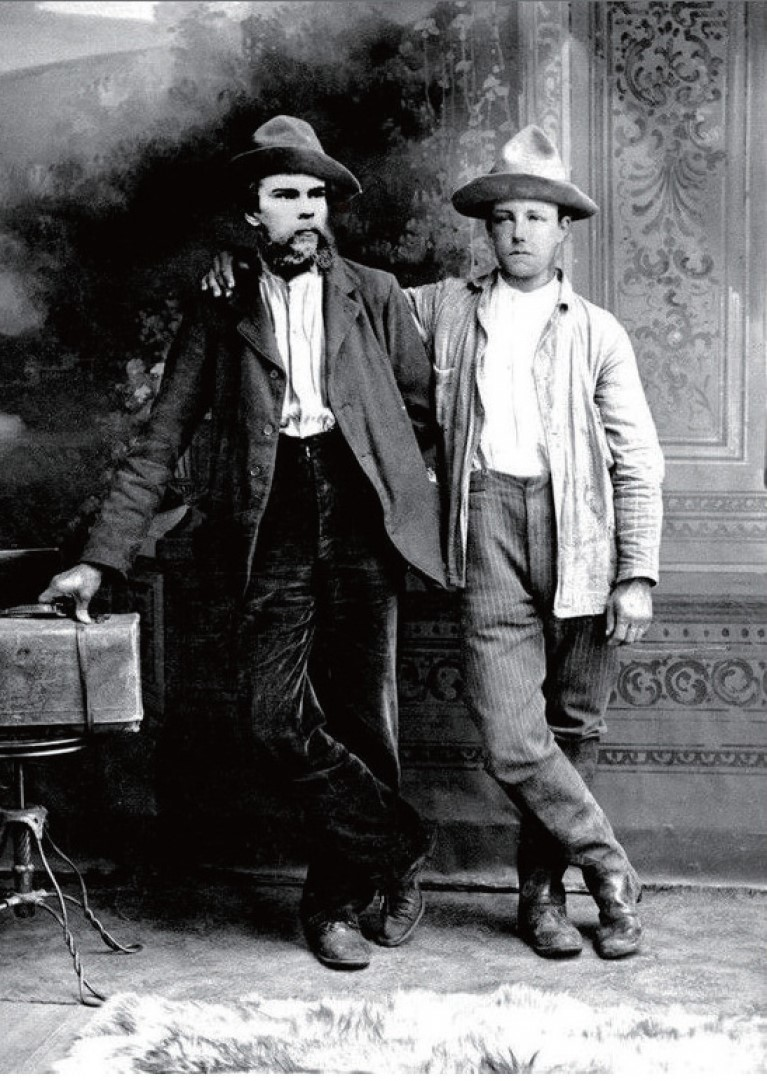
Hai thi sĩ Pháp Paul Verlaine và Arthur Rimbaud, mối quan hệ thân thiết của họ được Xuân Diệu ngợi ca trong bài "Tình trai".

Các nhà phê bình Hoài Thanh và Hoài Chân cho rằng sự sống động trong câu thơ của Xuân Diệu mang tính biểu tượng cho tuổi trẻ Việt Nam thời bấy giờ, họ là những người "được dịp ngó trời cao đất rộng" và do đó "mà cảm thấy cái thê lương của vũ trụ, cái bi đát của kiếp người". Sau khi giác ngộ, chàng trai trẻ đã chọn bám víu vào tình yêu và từ chối mọi thứ. Đó cũng là ý tưởng xuyên suốt bài thơ "Tình trai", một bài thơ ca ngợi mối quan hệ giữa Paul Verlaine và Arthur Rimbaud có xu hướng được coi là bằng chứng cho thấy Xuân Diệu là người đồng tính:
Tôi nhớ Rimbaud với Verlaine,
Hai chàng thi sĩ choáng hơi men,
Say thơ xa lạ, mê tình bạn,
Khinh rẻ khuôn mòn, bỏ lối quen.
Những bước song song xéo dặm trường,
Đôi hồn tươi đậm ngát hoa hương,
Họ đi, tay yếu trong tay mạnh,
Nghe hát ân tình giữa gió sương.
Kể chi chuyện trước với ngày sau;
Quên gió môi son với áo màu;
Thây kệ thiên đường và địa ngục!
Không hề mặc cả, họ yêu nhau.
Sau Cách mạng tháng Tám năm 1945, những tình cảm này ít còn được thấy trong các sáng tác của ông, khi đó đã chuyển sang ca ngợi cuộc kháng chiến của nhân dân và phong trào giành độc lập do Hồ Chí Minh lãnh đạo. Giống như nhiều trí thức khác cùng thời, như Huy Cận, Thế Lữ và Nguyễn Huy Tưởng , ông đã "giác ngộ" cách mạng và có một lý tưởng sống mới. Các sáng tác của ông sau Chiến tranh Đông Dương lần thứ nhất cho thấy lối đi trung thành với Chủ nghĩa Mác-Lênin.

### Văn xuôi
Bên cạnh sáng tác thơ, ông còn tham gia viết báo cho các tờ Ngày Nay và Tiên Phong. Ông là một trong những người sáng lập Đoàn báo chí Việt Nam, nay là Hội Nhà báo Việt Nam.
Năm 1944, Xuân Diệu tham gia phong trào Việt Minh, đảng viên Đảng Dân chủ Việt Nam, sau tham gia Đảng Cộng sản. Sau Cách mạng tháng Tám, ông hoạt động trong Hội văn hóa cứu quốc, làm thư ký tạp chí Tiên phong của Hội. Sau đó ông công tác trong Hội văn nghệ Việt Nam, làm thư ký tòa soạn tạp chí Văn nghệ ở Việt Bắc.
Xuân Diệu tham gia ban chấp hành, nhiều năm là ủy viên thường vụ Hội Nhà văn Việt Nam. Từ đó, Xuân Diệu trở thành một trong những nhà thơ hàng đầu ca ngợi cách mạng, một "dòng thơ công dân". Bút pháp của ông chuyển biến phong phú về giọng vẻ: có giọng trầm hùng, tráng ca, có giọng chính luận, giọng thơ tự sự trữ tình. Tiêu biểu là: Ngọn quốc kỳ (1945), Dưới sao vàng (1949), Ngôi sao (1955), Riêng chung (1960), Mũi Cà Mau - Cầm tay (1962), Một khối hồng (1964), Hai đợt sóng (1967), Tôi giàu đôi mắt (1970), Thanh ca (1982), Tuyển tập Xuân Diệu (1983). Là cây đại thụ của nền thi ca hiện đại Việt Nam, Xuân Diệu đã để lại khoảng 450 bài thơ (một số lớn nằm trong di cảo chưa công bố), một số truyện ngắn, và nhiều bút ký, tiểu luận, phê bình văn học.
Xuân Diệu từng là đại biểu Quốc hội Việt Nam khóa I. Ông còn được bầu là Viện sĩ thông tấn Viện Hàn lâm nghệ thuật nước Cộng hòa Dân chủ Đức năm 1983.

## Cuộc sống riêng tư
Dù phong cách sáng tác đầy táo bạo song ngoài đời Xuân Diệu khá kín tiếng, hầu hết những câu chuyện về đời tư của ông đều được người quen kể lại trước và sau khi ông mất. 
Xuân Diệu lập gia đình với NSND Bạch Diệp nhưng hai người đã ly dị và không có con chung. Sau khi ly dị, ông sống độc thân cho đến lúc mất vào năm 1985.
Xuân Diệu là người cùng quê Hà Tĩnh với Huy Cận (làng Ân Phú, huyện Vũ Quang, tỉnh Hà Tĩnh) nên khi gặp nhau, hai ông đã trở thành đôi bạn thân. Vợ của Huy Cận, bà Ngô Thị Xuân Như là em gái của Xuân Diệu. Quan hệ thân thiết giữa 2 người được một số trang báo đưa tin, có những người còn nghi vấn rằng Xuân Diệu cùng với Huy Cận có quan hệ đồng tính. Vợ chồng Huy Cận và Xuân Diệu từng ở chung một nhà nhiều năm. Bài thơ "Tình trai" của Xuân Diệu và "Ngủ chung" của Huy Cận được cho là viết về đề tài đó. Theo hồi ký Cát bụi chân ai của Tô Hoài thì Xuân Diệu từng bị kiểm điểm về việc này.
Cũng có một số các bài thơ khác được viết tặng cho người khác, như bài thơ Em đi là để gửi tặng nhà thơ Hoàng Cát. Ông gọi Hoàng Cát bằng đại từ nhân xưng "em", vốn thường dùng cho nữ giới trong một mối quan hệ yêu đương. Bài thơ được ông sáng tác trước khi Hoàng Cát lên đường ra tiền tuyến năm 1965. Hoàng Cát trẻ hơn Xuân Diệu rất nhiều, và trong một cuộc phỏng vấn năm 2013, ông nói rằng ông biết tình cảm của Xuân Diệu dành cho mình nhưng không đáp lại, vì ông "không thể yêu giống kiểu trai gái yêu nhau, hay như một người đồng tính, bởi mình là người bình thường".

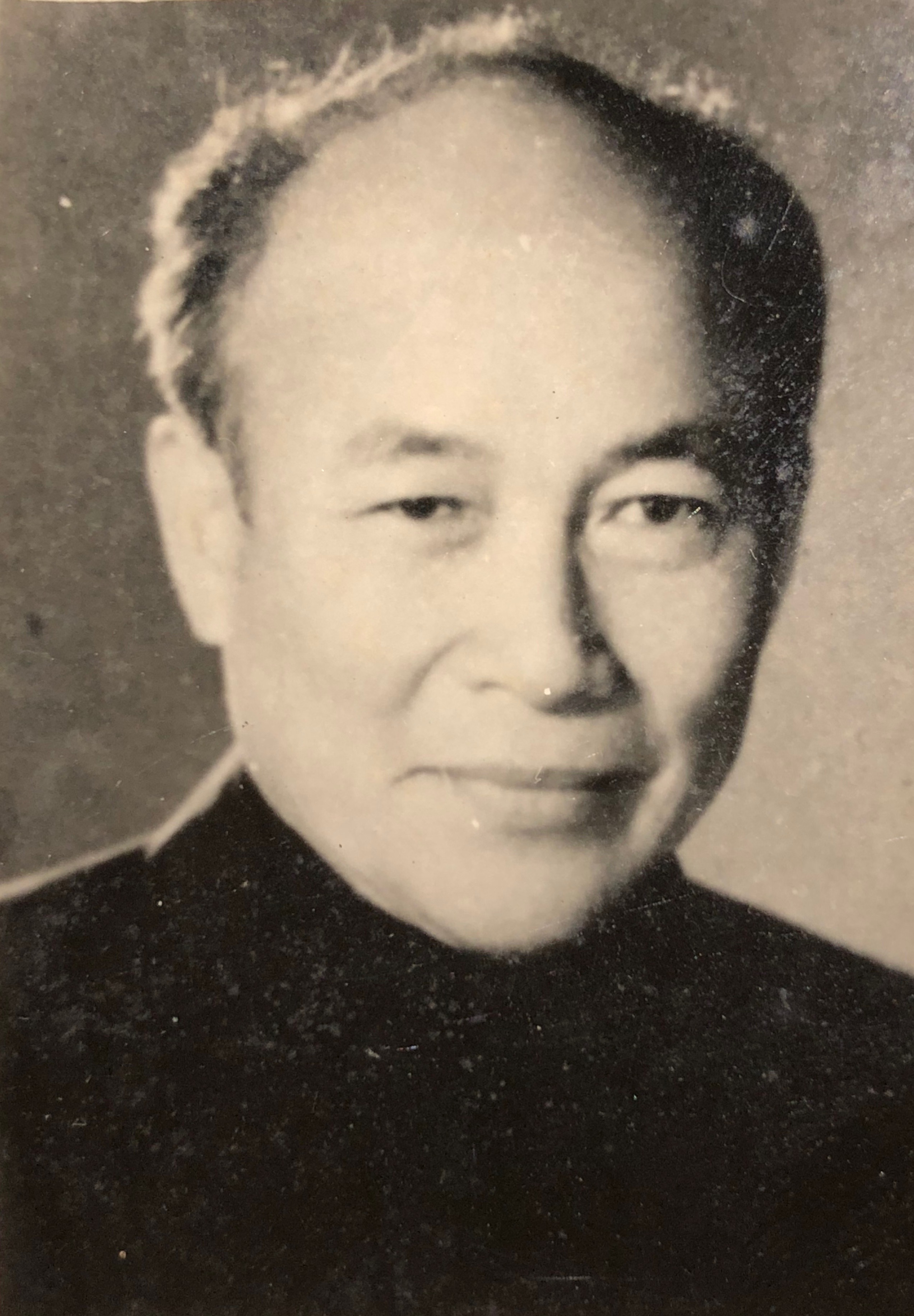
Tô Hoài (1920–2014).

Những bài thơ tình của ông dùng những cách diễn đạt và đại từ thường dùng chỉ các mối quan hệ nam nữ, nhưng một số người quen của ông nghi ngờ Xuân Diệu là người đồng tính. Theo nhà văn Tô Hoài, việc ông có quan hệ thân mật với đồng đội được những người ở cùng ông trong thời gian hoạt động tại căn cứ địa cách mạng biết tới, thậm chí đã bị quân đội cảnh cáo. Trong hồi kí Cát bụi chân ai (1992), nhà văn Tô Hoài kể lại một đêm ở Việt Bắc, Xuân Diệu bị chỉ huy quân đội khiển trách:
Xuân Diệu chỉ ngồi khóc, chẳng biết Nam Cao, Nguyễn Huy Tưởng, Trọng Hứa, Nguyễn Văn Mãi, cả lão Hiến, thằng Nghiêm Bình, thằng Đại và mấy thằng nữa, có ai ngủ với Xuân Diệu không, nhưng cũng không ai nói ra. Tôi cũng câm như hến. Lúc rồ lên, trong đêm tối quyến rũ, chính mình cũng điên kia ma.ø Không nói cụ thể việc ấy, nhưng ai cũng to tiếng gay gắt "tư tưởng tư sản, phải chừa đi". Xuân Diệu nức nở "tình trai của tôi... tình trai..." rồi nghẹn lời, nước mắt lại ứa ra."
Tới nay, một số bài thơ về yêu đương của ông vẫn là một chủ đề có nhiều phân tích.
Tuy nhiên, những nghi vấn về việc Xuân Diệu có quan hệ đồng tính chỉ là suy diễn dựa trên những lời đồn hoặc một số bài thơ của ông. Với những nhà thơ giàu cảm xúc như Xuân Diệu, việc có những câu từ mượt mà dành cho những người bạn là chuyện không hiếm, nên rất khó để dựa vào đó để kết luận. Bản thân Xuân Diệu cũng chưa hề phát biểu hoặc xác nhận mình có quan hệ yêu đương đồng giới, ông thậm chí còn tỏ rõ khao khát có vợ trong bài thơ "Khung cửa sổ":
Anh có nhà, có cửa
Nhưng không vợ, không con
Sợ cái bếp không lửa
Sợ cái cửa không đèn.
Con nuôi của ông là Tiến sĩ luật Cù Huy Hà Vũ, con trai nhà thơ Huy Cận, và cũng là cháu ruột của ông (gọi ông bằng cậu ruột).

## Tác phẩm
Thơ
- Thơ thơ (1938, 1939, 1968, 1970), 46 bài thơ
- Gửi hương cho gió (1945, 1967), 51 bài thơ
- Ngọn Quốc kỳ (1945, 1961)
- Hội nghị non sông (1946)
- Dưới sao vàng (1949), 27 bài thơ
- Sáng (1953)
- Mẹ con (1954), 11 bài thơ
- Ngôi sao (1955), 41 bài thơ
- Riêng chung (1960), 49 bài thơ
- Mũi Cà Mau - Cầm tay (1962), 49 bài thơ
- Một khối hồng (1964)
- Hai đợt sóng (1967)
- Tôi giàu đôi mắt (1970)
- Mười bài thơ (1974)
- Hồn tôi đôi cánh (1976)
- Thanh ca (1982)
- Tuyển tập Xuân Diệu (1983)

Văn xuôi
- Phấn thông vàng (1939, truyện ngắn), 17 truyện
- Trường ca (1945, bút ký), 9 bài
- Miền Nam nước Việt (1945, 1946, 1947, bút ký)
- Việt Nam nghìn dặm (1946, bút ký)
- Việt Nam trở dạ (1948, bút ký)
- Ký sự thăm nước Hung (1956, bút ký)
- Triều lên (1958, bút ký)

Tiểu luận phê bình
- Thanh niên với quốc văn (1945)
- Tiếng thơ (1951, 1954)
- Những bước đường tư tưởng của tôi (1958, hồi ký)
- Ba thi hào dân tộc (1959)
- Phê bình giới thiệu thơ (1960)
- Hồ Xuân Hương bà chúa thơ Nôm (1961)
- Trò chuyện với các bạn làm thơ trẻ (1961)
- Dao có mài mới sắc (1963)
- Thi hào dân tộc Nguyễn Du (1966)
- Đi trên đường lớn (1968)
- Thơ Trần Tế Xương (1970)
- Đọc thơ Nguyễn Khuyến (1971)
- Và cây đời mãi xanh tươi (1971)
- Mài sắt nên kim (1977)
- Lượng thông tin và những kỹ sư tâm hồn ấy (1978)
- Các nhà thơ cổ điển Việt Nam (tập I, 1981; tập II, 1982)
- Tìm hiểu Tản Đà (1982).

Dịch thơ
- Thi hào Nadim Hitmet (1962)
- V.I. Lênin (1967)
- Vây giữa tình yêu (1968)
- Việt Nam hồn tôi (1974)
- Những nhà thơ Bungari (1978, 1985)
- Nhà thơ Nicôla Ghiđen (1982).[54]

Tác phẩm được phổ nhạc
- Yêu được Châu Kỳ phổ thành "Đừng nói xa nhau". Ngoài ra, Phạm Duy cũng phổ nhạc bài thơ này thành "Yêu là chết Trong Lòng".
- Nguyệt cầm được Cung Tiến phổ nhạc.
- Vì sao được Phạm Duy phổ thành "Mộ khúc".
- BIỂN được Nguyễn Thừa Thiên phổ nhạc " BIỂN" (giữ được trọn vẹn bài thơ không thêm hay bớt từ nào)

## Di sản
Trong cuốn Thi nhân Việt Nam (1932–1941), Hoài Thanh và Hoài Chân thuật lại sự ngạc nhiên và do dự ban đầu của các nhà văn Việt Nam đương thời khi Xuân Diệu bước chân vào thế giới của họ với những bài thơ chịu ảnh hưởng nặng nề của Pháp. Tuy nhiên, khi họ dần trở nên quen thuộc hơn với nhà thơ trẻ, họ thấy "cái dáng dấp yêu kiều, cái cốt cách phong nhã của điệu thơ, một cái
gì rất Việt Nam, đã quyến rũ ta". Thật vậy, giọng văn mới của Xuân Diệu đã để lại một tác động đáng kể đến nền văn học Việt Nam hiện đại, và ông được truy tặng Giải thưởng Hồ Chí Minh đợt I năm 1996. Nhiều sáng tác của ông được phổ nhạc, còn những bài thơ như "Đây mùa thu tới" và "Vội vàng" thì được đưa vào chương trình giảng dạy văn học chính thức dành cho học sinh trung học phổ thông Việt Nam nhiều năm liền.

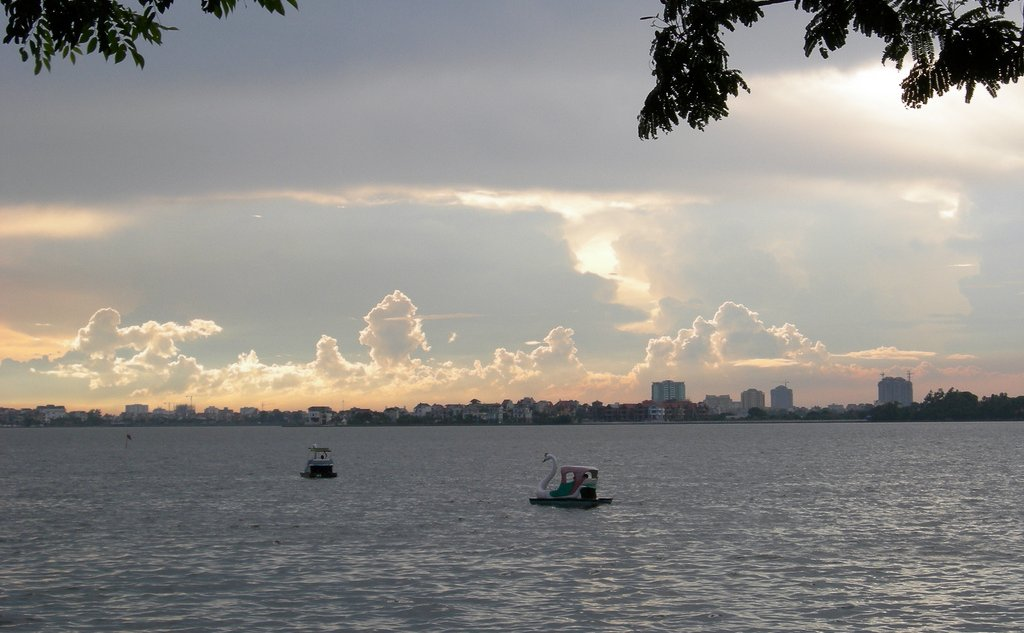
Một góc Hồ Tây, Hà Nội.

Một nhà tưởng niệm dành riêng cho ông đã được xây dựng tại quê ông làng Trảo Nha, huyện Can Lộc, tỉnh Hà Tĩnh (bên cạnh đường lên Ngã Ba Đồng Lộc. Nhiều tuyến đường, phố cũng được đặt theo tên ông, gồm có một đại lộ ở Quy Nhơn và một con phố chạy dọc Hồ Tây ở Hà Nội, chạy qua khu vực mà hầu hết các con phố đều mang tên của các nghệ sĩ Việt Nam nổi tiếng khác như Trịnh Công Sơn và Tô Ngọc Vân. Ngoài ra, tại thành phố Đồng Hới, Quảng Bình có con đường mang tên Xuân Diệu ở phường Nam Lý, còn tại Thành phố Hồ Chí Minh, có con đường mang tên ông ở quận Tân Bình. Xuân Diệu cũng là tên của 1 trường trung học phổ thông ở huyện Tuy Phước, tỉnh Bình Định và 1 trường trung học cơ sở tại huyện Can Lộc, tỉnh Hà Tĩnh.
Thơ tình Xuân Diệu, đặc biệt là tập Thơ thơ (1938) và Gửi hương cho gió (1945), vẫn được nhiều người tìm đọc, Xuân Diệu được tôn xưng là "Ông hoàng thơ tình", một cách gọi tương tự danh hiệu Bà chúa thơ Nôm mà ông dành tặng nữ sĩ thế kỷ XVIII Hồ Xuân Hương. Trong tập Chân dung và đối thoại (1998), nhà thơ Trần Đăng Khoa, lúc đó đã bốn mươi tuổi, có ghi lại câu nói nổi tiếng của Xuân Diệu:
"Nhà văn tồn tại ở tác phẩm. Không có tác phẩm thì nhà văn ấy coi như đã chết."

## Hoạt động Đại biểu Quốc hội
| Ngày đắc cử        | Quốc hội khóa | Nơi ứng cử/Đoàn Đại biểu | Đảng phái              | Tỉ lệ            | Nghề nghiệp, chức vụ                                                                    | Tuổi thắng cử | Ghi chú |
| ------------------ | ------------- | ------------------------ | ---------------------- | ---------------- | --------------------------------------------------------------------------------------- | ------------- | ------- |
| 6 tháng 1 năm 1946 | Khóa I        | tỉnh Hải Dương           | Đảng Cộng sản Việt Nam | Không có dữ liệu | Nhà văn, Ủy viên Ban chấp hành Hội văn hóa cứu quốc, viết bài cho báo Độc lập, Cứu quốc | 28 tuổi       | [ 60 ]  |

### Tiếng Việt
- thơ Xuân Diệu
- thơ Xuân Diệu sưu tầm

### Tiếng Anh
- "Vietnamese Poetry". Bản gốc lưu trữ ngày 2 tháng 9 năm 2009. Truy cập ngày 8 tháng 12 năm 2010.
- On the phone
- Love
- Flowers bloom to wilt